# Balmaceda picta
Balmaceda picta là một loài nhện trong họ Salticidae.
Loài này thuộc chi Balmaceda. Balmaceda picta được Elizabeth Maria Gifford Peckham & George William Peckham miêu tả năm 1894.